# Sleeping with the Past
| 전문가 평가                | 전문가 평가 |
| 평가 점수                  | 평가 점수   |
| 출처                       | 점수        |
| -------------------------- | ----------- |
| AllMusic                   | [ 2 ]       |
| Chicago Tribune            | [ 3 ]       |
| Hi-Fi News & Record Review | A:1         |
| Los Angeles Times          | [ 1 ]       |

《Sleeping with the Past》는 1989년 8월 29일 발매된 영국의 싱어송라이터 엘튼 존의 스물두 번째 스튜디오 음반이다. 이 음반은 덴마크에서 가장 많이 팔린 음반이며 그의 오랜 작곡 파트너 버니 토핀에게 헌정되었다. 이 음반에는 더블 A-사이드로 발매된 〈Sacrifice〉와 〈Healing Hands〉가 수록되어 있으며 존의 모국인 영국에서 첫 솔로 1위 싱글이 되었다. 이 싱글의 성공은 또한 1974년 《Elton John's Greatest Hits》 이후 그의 첫 번째 음반인 이 음반이 1위를 차지하는데 도움을 주었다. 이 음반은 또한 1985년 《Ice on Fire》 이후 영국에서 그의 첫 플래티넘 음반이 되었다. 미국에서는 1989년 10월 골드, 1990년 4월 미국 음반 산업 협회에 의해 플래티넘 인증을 받았다. 《Sleeping with the Past》는 1980년대 존의 베스트 셀러 음반이 되었다.
존과 토핀은 그들이 존경했던 마빈 게이, 오티스 레딩, 샘 쿡과 같은 1960년대 R&B 아이콘의 스타일을 반영하는 노래들을 의미했다.
가이 바빌론은 이 음반으로 데뷔했고, 프레드 맨델이 곧 밴드를 떠나는 동안 그 후 20년 동안 존과 함께 키보드를 계속 연주했다. 존은 1990년에 재활 치료에 들어가며 6주간 치료를 받았다.

## 배경
1988년 《Reg Strikes Back》 이후 새로워진 창의력으로 엘튼 존과 버니 토핀은 일관된 테마를 유지한 화합력 있는 음반을 만들려고 했다. 빌리 조엘의 1983년 음반 《An Innocent Man》의 성공에 영감을 받아, 그들은 젊었을 때 영감을 주었던 1960년대와 70년대의 R&B 사운드에 비슷한 찬사를 보내기로 결정했다. 토핀은 60년대 솔 노래를 듣고 그들의 음반에 새로운 가사를 영감을 주기 위해 과거의 노래들을 사용했다. 그리고 나서 그는 어떤 예술가나 노래들이 그에게 영향을 미쳤는지 적었다. 그리고 나서 존은 원래의 영감의 원천에서 때때로 벗어난 솔 노래를 쓰기 위해 토핀의 가이드를 이용했다. 많은 곡들이 다소 분명한 영향을 미치는 반면, 다른 곡들은 다양한 영혼의 영향을 혼합한 곡들이다.
《Sleep with the Past》는 존의 음반 중 두 번째 음반으로, 그는 일반 어쿠스틱 그랜드 피아노 대신 롤랜드 RD-1000 디지털 피아노를 연주한다. 이 악기는 음반의 소매 노트에 직접 표기되어 있으며, 존은 음반과 후속 투어와 관련된 홍보 활동에 이 악기를 사용했다. 데이비 존스톤은 존의 "클래식" 밴드에서 유일하게 디 머리와 나이절 올슨이 눈에 띄게 불참했다. 키보디스트 가이 바빌론은 엘튼 존 음반에 처음으로 참여했고, 동시에 그의 투어 밴드에 합류했다.
이 음반은 MCA 레코드의 지원이 거의 없이 존의 1989년 미국 투어에서 늦게 발매되었다. 존은 투어 쇼와 인터뷰를 취소했다. 1989년 10월 18일 코네티컷주 뉴헤이븐에서 그는 관객들과 거의 대화를 하지 않는 그의 공연을 급히 마쳤다. 콘서트 도중, 그는 MCA가 홍보하지 않았기 때문에 새 음반의 자료를 공연하지 않을 것이라고 발표했다.
영국과 미국에서 싱글로 발매되었던 〈Sacrifice〉와 〈Healing Hands〉 외에도 〈Whispers〉와 〈Blue Avenue〉는 유럽 대륙 일부 지역에서 싱글로 발매되었다. 〈Whispers〉는 프랑스에서 11위에 올랐고, 〈Blue Avenue〉는 네덜란드에서 톱 75에 올랐다. 〈Blue Avenue〉는 레나테 블라우엘과의 실패한 결혼 생활을 다루고 있다.

## 반응
《Sleeping with the Past》은 1989년 음반이 발매되었을 때 미온적인 평가를 받았다. 1989년 10월 영국 음반 차트에서 6위를 정점을 찍은 후, 1990년 6월 〈Healing Hands〉와 함께 더블 A-사이드로 재발매되었고, 싱글은 1위로 올라섰다. 《Sleeping with the Past》는 얼마 지나지 않아 영국 음반 차트에서 1위로 다시 올라섰다.
이 음반은 영국에서 가장 많이 팔린 스튜디오 음반이 되었고, 3배 플래티넘 인증을 받았고, 그의 모국에서 첫 솔로 1위 히트곡을 탄생시켰다.

## 곡 목록
모든 곡들은 엘튼 존과 버니 토핀에 의해 작사/작곡하였다.
| #  | 제목                              | 재생 시간 |
| -- | --------------------------------- | --------- |
| 1. | 〈Durban Deep〉                   | 5:32      |
| 2. | 〈Healing Hands〉                 | 4:23      |
| 3. | 〈Whispers〉                      | 5:28      |
| 4. | 〈Club at the End of the Street〉 | 4:49      |
| 5. | 〈Sleeping with the Past〉        | 4:58      |

| #  | 제목                           | 재생 시간 |
| -- | ------------------------------ | --------- |
| 1. | 〈Stone's Throw from Hurtin'〉 | 4:55      |
| 2. | 〈Sacrifice〉                  | 5:07      |
| 3. | 〈I Never Knew Her Name〉      | 3:31      |
| 4. | 〈Amazes Me〉                  | 4:39      |
| 5. | 〈Blue Avenue〉                | 4:21      |

| #   | 제목                        | 재생 시간 |
| --- | --------------------------- | --------- |
| 11. | 〈Dancing in the End Zone〉 | 3:53      |
| 12. | 〈Love Is a Cannibal〉      | 3:52      |

## 인증
| 국가                                                  | 인증        | 판매량/출하량 |
| ----------------------------------------------------- | ----------- | ------------- |
| 오스트레일리아 (ARIA)                                 | 4× 플래티넘 | 280,000^      |
| 오스트리아 (IFPI 오스트리아)                          | 골드        | 25,000*       |
| 벨기에 (BEA)                                          | 골드        | 25,000*       |
| 브라질 (Pro-Música Brasil)                            | 골드        | 100,000*      |
| 캐나다 (뮤직 캐나다)                                  | 2× 플래티넘 | 200,000^      |
| 프랑스 (SNEP)                                         | 플래티넘    | 300,000*      |
| 독일 (BVMI)                                           | 골드        | 250,000^      |
| 이탈리아 (FIMI)                                       | 2× 플래티넘 | 370,000       |
| 일본                                                  | —           | 112,900       |
| 네덜란드 (NVPI)                                       | 골드        | 50,000^       |
| 뉴질랜드 (RMNZ)                                       | 2× 플래티넘 | 30,000^       |
| 스페인 (PROMUSICAE)                                   | 플래티넘    | 100,000^      |
| 스위스 (IFPI 스위스)                                  | 2× 플래티넘 | 100,000^      |
| 영국 (BPI)                                            | 3× 플래티넘 | 1,000,000     |
| 미국 (RIAA)                                           | 플래티넘    | 1,000,000^    |
| *판매량을 기반으로 한 인증 ^출하량을 기반으로 한 인증 |             |               |